# Ourang Medan
El SS Ourang Medan fue un supuesto barco fantasma, que según diversas fuentes, naufragó en aguas de las Indias Orientales Holandesas o en el océano Pacífico después de que toda su tripulación hubiera muerto en circunstancias sospechosas, ya sea en 1940, 1947 o 1948 según el periódico consultado. El relato del Ourang Medan ha alcanzado ribetes legendarios.

## El misterio del SSOurang Medan
Una referencia en inglés al barco y el incidente apareció en el número de mayo de 1952 del Proceedings of the Merchant Marine Council, publicado por la Guardia Costera de Estados Unidos. Una temprana referencia en inglés se publicó el 10 de octubre de 1948 en el The Albany Times de Albany, Nueva York, citando como fuente original al semanario neerlandés Elsevier Weekblad. La palabra Ourang (también escrita Orang) significa hombre o persona en malayo o indonesio, mientras que Medan es la principal ciudad de la isla de Sumatra, por lo que puede traducirse como "Hombre de Medan". Los relatos sobre el accidente del barco han aparecido en diversos libros y revistas, principalmente sobre temas paranormales. Sin embargo, su precisión fáctica e incluso la existencia del barco no están confirmadas, además de no conocerse detalles sobre la construcción e historia del barco. Las búsquedas de cualquier registro oficial o investigación del accidente han demostrado ser infructuosas.
El relato apareció por primera vez en una serie de tres artículos publicados en el periódico holandés-indonesio De locomotief: Samarangsch handels- en advertentie-blad (3 de febrero de 1948, 28 de febrero de 1948, y 13 de marzo de 1948). El relato es principalmente el mismo de las versiones posteriores, pero con diferencias significativas. El nombre del barco que encuentra al Ourang Medan nunca es mencionado, pero la ubicación del encuentro es descrita como a 400 millas náuticas (740 km; 460 mi) al sureste de las islas Marshall. El segundo y el tercer artículo describen las experiencias del único superviviente de la tripulación del Ourang Medan, que fue encontrado por un misionero italiano y los nativos en el atolón Toangi [sic] de las islas Marshall. Antes de morir, el hombre le cuenta al misionero que el barco transportaba un cargamento de ácido sulfúrico mal estibado y que la mayoría de la tripulación murió a causa de los vapores venenosos que salían de los contenedores rotos. Según el relato, el Ourang Medan zarpó de un puerto menor chino no identificado rumbo a Costa Rica, evadiendo a las autoridades. El superviviente, un alemán anónimo, murió después de narrar su historia al misionero, que a su vez la narró al autor, Silvio Scherli de Trieste, Italia. El periódico holandés-indonesio concluyó la serie de artículos con una advertencia:

"Esta es la última parte de nuestra historia sobre el misterio del Ourang Medan. Repetimos que no tenemos cualquier otra información sobre este 'misterio del mar'. Tampoco podemos responder las múltiples preguntas sin respuesta en la historia. Puede parecer obvio que esto es un emocionante relato marinero. Por otra parte, el autor, Silvio Scherli, nos asegura sobre la autenticidad de la historia."

Al parecer, Silvio Scherli también publicó un informe en el "Export Trade" de Trieste el 28 de setiembre de 1959.
Nuevas evidencias halladas por The Skittish Library muestran que en 1940, los periódicos británicos Daily Mirror y Yorkshire Evening Post publicaron noticias del incidente tomando como fuente a la Associated Press. Nuevamente, los relatos presentan diferencias. La ubicación es en las islas Salomón y el mensaje SOS es distinto al de las versiones posteriores. Al parecer, el relato fue obra de Silvio Scherli.

## Posible accidente
Según el relato, en, o hacia junio de 1947 (Gaddis y otros indican la fecha aproximada como inicios de febrero de 1948), dos buques estadounidenses que navegaban en el Estrecho de Malaca, el City of Baltimore y el Silver Star, entre otros, captaron varios mensajes de socorro del barco mercante holandés Ourang Medan. Un operador de radio a bordo del buque con problemas envió el siguiente mensaje en código Morse: "SOS del Ourang Medan * * * Seguimos a flote. Todos los oficiales, incluyendo el capitán, [están] muertos en el cuarto de mapas y el puente. Posiblemente, toda la tripulación [esté] muerta también * * *". Esto fue seguido por un código Morse indescifrable, y un macabro mensaje final: "... Estoy muriendo". Luego, el silencio absoluto. Cuando la tripulación del Silver Star finalmente ubicó y abordó al aparentemente intacto Ourang Medan en un intento por rescatarlo, el barco fue hallado cubierto de cadáveres por doquier (incluso el de un perro). Estos tenían la espalda arqueada y sus extremidades extendidas, sus rostros miraban hacia el cielo, con los ojos fijos y la boca abierta, pareciendo horribles caricaturas. No se hallaron supervivientes y los cadáveres no presentaban heridas visibles. Cuando el barco estaba siendo preparado para ser remolcado por el Silver Star hacia un puerto cercano, estalló un incendio en la bodega de carga No. 4 que obligó al equipo de abordaje a evacuar el perdido carguero holandés y evitó llevar a cabo cualquier otra investigación. Poco después, se vio como el Ourang Medan explotó antes de hundirse.

## Teorías

### Cargamento de materiales peligrosos mal estibado
Bainton y otros plantean la hipótesis que el Ourang Medan podría haber estado involucrado en operaciones de contrabando de sustancias químicas, tales como un cargamento de cianuro de potasio y nitroglicerina o incluso lotes de gas nervioso que no llegaron a emplearse en la Segunda Guerra Mundial. Según estas teorías, el agua de mar habría entrado en la bodega del barco, reaccionando con la carga y emitiendo gases tóxicos, que a su vez produjeron la muerte por asfixia y/o envenenamiento de la tripulación. Más tarde, el agua de mar habría reaccionado con la nitroglicerina, causando el fuego y la explosión registrados.
Otra teoría es que el barco estaba transportando gas nervioso que el Ejército Imperial Japonés había acumulado en China durante la guerra, que fue entregado al Ejército estadounidense al final de esta. Ningún barco carguero estadounidense podía transportarlo, ya que necesitaría una serie de documentos y permisos especiales. Por lo tanto, fue embarcado en un carguero no registrado para transportarlo a los Estados Unidos o una isla del Pacífico.[cita requerida]

### Envenenamiento por monóxido de carbono
Gaddis plantea la teoría de que un fuego ardiente no detectado o una falla en el sistema de la caldera del barco podrían haber sido responsables del naufragio. Un escape de monóxido de carbono habría causado la muerte de todos a bordo, con el fuego saliéndose de control lentamente, lo que llevó a la destrucción definitiva del barco.

## ElOurang Medany la CIA
El interés del público por el relato del Ourang Medan se refleja en la correspondencia enviada a la CIA. En diciembre de 1959, C. H. Marck Jr. de Scottsdale, Arizona, envió una carta personal a Allen Dulles, entonces director de la CIA. En esta, Marck le pregunta al destinatario si cree en el relato del Ourang Medan tratando con "algo desconocido" y narra nuevamente el relato sobre el barco y su hundimiento.
La carta fue desclasificada el 5 de mayo de 2003. El nombre de la persona a quien Marck escribió fue enmascarado por la CIA. Pero en la carta, Marck menciona una anterior carta que envió el 29 de mayo de 1958. Fue respondida brevemente "en representación de Mr. Dulles" por el "Asistente del Director", con un tono despectivo. Esta respuesta, desclasificada el 7 de mayo de 2002, establece que el destinatario era la CIA.

## Escepticismo
Varios autores señalan que no pudieron encontrar cualquier mención del caso en el Registro Marítimo Lloyd's. Por otra parte, no se han podido localizar registros de matrícula de un barco con el nombre de Ourang Medan en diversos países, entre ellos los Países Bajos. Mientras Bainton señala que la identidad del buque Silver Star, del que se asegura estuvo involucrado en el fallido intento de rescate, ha sido establecida con bastante seguridad, la total falta de información sobre el barco hundido ha dado lugar a la sospecha sobre el origen y la credibilidad del relato. Los cuadernos de bitácora del Silver Star no contienen registro alguno de cualquier intento de rescate. Bainton y otros han planteado la posibilidad de que los registros de, entre otros, la fecha, lugar, nombres de los buques involucrados y circunstancias del accidente podrían haber sido inexactas o exageradas, o que la historia podría ser completamente ficticia.
Un investigador británico ha hallado que el relato del Ourang Medan, ambientado en las islas Salomón pero también con una conexión con Trieste, fue publicado en dos periódicos británicos en 1940 (The Yorkshire Evening Post el 21 de noviembre de 1940 y The Daily Mirror el 22 de noviembre de 1940), ambos citando como fuente a la agencia de noticias Associated Press (AP).